# Uroplectes pictus
Espèce
Uroplectes pictus est une espèce de scorpions de la famille des Buthidae.

## Distribution
Cette espèce est endémique de Tanzanie. Elle se rencontre vers Tanga.

## Description
L'holotype mesure 32 mm.

## Publication originale
- Werner, 1913 : « Neue Skorpione aus Deutsch-Ostafrika (Tanga). » Carinthia II, Klagenfurt, vol. 103, p. 172-174 (texte intégral).